# Batata (futebolista)
Wanderley Gonçalves Barbosa, mais conhecido como Batata (Barra do Piraí, 26 de novembro de 1973), é um ex-futebolista brasileiro que atuava como zagueiro.
No Corinthians, clube pelo qual Batata defendeu de 1998 a 2002, atuou em 164 partidas (84 vitórias, 45 empates e 35 derrotas), marcando 11 gols a favor e um contra, segundo dados do Almanaque do Corinthians, de Celso Unzelte.

## Títulos
Remo
- Campeonato Paraense: 1993

Corinthians
- Campeonato Brasileiro: 1998 e 1999
- Copa do Mundo de Clubes: 2000
- Campeonato Paulista: 1999 e 2001
- Torneio Rio-São Paulo: 2002
- Copa do Brasil: 2002

Náutico
- Campeonato Pernambucano: 2004